# François-Louis Lemercier
François-Louis Lemercier (né à Pamiers le 28 avril 1729 et mort à Toulouse le 4 mars 1804) est un ecclésiastique qui fut évêque constitutionnel de l'Ariège en 1801.

## Biographie
François-Louis est le fils ainé de Georges-Louis Lemercier, seigneur du Chalonge, maître des eaux et forêts et de Claire Darnaud. Il fait ses études à l'université de Toulouse où il obtient un doctorat en théologie mais il est écarté de la chaire par l'archevêque Arthur Richard Dillon qui le juge trop janséniste. Il devient alors curé de Seysses, près de Muret. Il prête le serment à la Constitution civile du clergé et il est nommé par l'évêque constitutionnel de l'Ariège Bernard Font, vicaire épiscopal, directeur du séminaire qu'il réussit à maintenir jusqu'en 1792. Comme son évêque, il est persécuté par les Montagnards, incarcéré à Toulouse puis transféré à Paris, jugé le 6 mars 1799 et condamné à être déporté en Guyane. Conduit à Bordeaux, il est sauvé du transfert grâce à l'intervention de Henri Grégoire.
Après la mort de Bernard Font, il est élu évêque constitutionnel le 11 janvier 1801 par 5.982 voix sur 8.692 votants. Il est sacré à Toulouse le 4 mars et participe au Concile de Paris. Après le Concordat de 1801, il se démet le 19 octobre et se retire à Toulouse où il meurt le 4 mars 1804 sans s'être rétracté. Il est inhumé au cimetière Saint-Roch.